# Microscopia de campo escuro

Esquema da passagem da luz num microscópio de campo escuro

Microscopia de campo escuro é um método de microscopia em que é utilizado um condensador de campo escuro que contém um disco opaco. Esse disco bloqueia a luz que entraria diretamente para a objetiva, entrando apenas a luz refletida pela amostra. Como não existe luz de fundo direta, a amostra aparece iluminada contra um fundo preto, denominado "campo escuro".
A resolução, capacidade de distinguir dois objetos adjacentes como distintos e separados, de uma imagem gerada por um microscópio de fundo escuro é  muitas vezes superior a gerada por um microscópio de fundo claro. Esse tipo de microscopia é uma ótima forma de se observar a motilidade microbiana, uma vez que os feixes de flagelos são distinguíveis por esta técnica.